# József Fitos
József Fitos (ur. 4 listopada 1959 w Novie, zm. 23 grudnia 2022) – węgierski piłkarz występujący na pozycji obrońcy lub pomocnika, reprezentant kraju, trener piłkarski.

## Życiorys
Seniorską karierę rozpoczynał w 1977 roku w Lenti TE. Na początku 1978 został piłkarzem Zalaegerszegi TE. W NB I zadebiutował 19 kwietnia w wygranym 3:1 spotkaniu z Békéscsabai Előre Spartacus SC. W Zalaegerszegi TE Fitos nie był zawodnikiem podstawowego składu, rozgrywając łącznie w jego barwach szesnaście ligowych spotkań. W 1980 roku został zawodnikiem występującego w NB II Szombathelyi Haladás. W sezonie 1980/1981 awansował z klubem do NB I. W najwyższej klasie rozgrywkowej w barwach Haladásu rozegrał ponad sto meczów. W 1985 roku przeszedł do Honvédu, gdzie przystano na jego żądanie dwukrotnie wyższego wynagrodzenia. 12 grudnia tegoż roku zadebiutował w reprezentacji w wygranym 3:1 towarzyskim meczu z Algierią. Z budapeszteńskim klubem trzykrotnie (1985/1986, 1987/1988, 1988/1989) zdobył mistrzostwo Węgier. Jesienią 1988 roku przeszedł do Panathinaikosu. W Alpha Etniki Fitos zadebiutował 7 maja 1989 roku w przegranym 1:2 spotkaniu z Lewadiakosem. W klubie z Aten Węgier rozegrał sześć spotkań ligowych i na początku 1990 roku przeszedł do Panioniosu, gdzie wystąpił w ośmiu meczach. Po zakończeniu sezonu 1989/1990 wrócił na Węgry, podpisując umowę z Újpestem. W sezonie 1991/1992 występował w klubie NB III, Honvéd Hargita.
Po zakończeniu kariery zawodniczej był dyrektorem ds. młodzieży w Honvédzie Budapeszt. W 2002 roku na krótko był także trenerem drużyny, następnie dwukrotnie pełnił funkcję trenera Ózdi FC. W 2008 roku założył wspólnie z żoną klub Sze-Fi SE w Szentendre, pełniąc tam funkcję prezesa i grającego trenera.

## Statystyki ligowe
| Sezon         | Klub                     | Liga         | Mecze | Gole |
| ------------- | ------------------------ | ------------ | ----- | ---- |
| 1977/1978 (j) | Lenti TE                 | Megye I      | ?     | ?    |
| 1977/1978 (w) | Zalaegerszegi TE         | NB I         | 2     | 0    |
| 1978/1979     | Zalaegerszegi TE         | NB I         | 8     | 1    |
| 1979/1980     | Zalaegerszegi TE         | NB I         | 6     | 1    |
| 1980/1981     | Szombathelyi Haladás VSE | NB II        | ?     | ?    |
| 1981/1982     | Szombathelyi Haladás VSE | NB I         | 33    | 2    |
| 1982/1983     | Szombathelyi Haladás VSE | NB I         | 28    | 4    |
| 1983/1984     | Szombathelyi Haladás VSE | NB I         | 27    | 1    |
| 1984/1985     | Szombathelyi Haladás VSE | NB I         | 26    | 9    |
| 1985/1986     | Budapesti Honvéd SE      | NB I         | 29    | 4    |
| 1986/1987     | Budapesti Honvéd SE      | NB I         | 29    | 4    |
| 1987/1988     | Budapesti Honvéd SE      | NB I         | 29    | 4    |
| 1988/1989 (j) | Budapesti Honvéd SE      | NB I         | 7     | 0    |
| 1988/1989     | Panathinaikos AO         | Alpha Etniki | 2     | 0    |
| 1989/1990 (j) | Panathinaikos AO         | Alpha Etniki | 4     | 0    |
| 1989/1990 (w) | Panionios GSS            | Alpha Etniki | 8     | 1    |
| 1990/1991     | Újpesti TE               | NB I         | 6     | 0    |
| 1991/1992     | Honvéd Hargita SE        | NB III       | ?     | ?    |